# Moisés Velasco
Moisés Adrián Velasco Herrera (ur. 19 października 1989 w Tijuanie) – meksykański piłkarz występujący na pozycji prawego, środkowego lub defensywnego pomocnika.

## Kariera klubowa
Velasco jest wychowankiem akademii juniorskiej klubu Deportivo Toluca, do której trafił tuż po tym, gdy jego talent odkryli byli zawodnicy tego zespołu, a w późniejszym czasie skauci – Moisés Figueroa i Antonio Alcántara. Do seniorskiej drużyny został włączony już jako szesnastolatek przez argentyńskiego szkoleniowca Américo Gallego i w meksykańskiej Primera División zadebiutował 14 października 2006 w zremisowanym 2:2 spotkaniu z Atlante. W tym samym sezonie, Apertura 2006, wywalczył ze swoją drużyną tytuł wicemistrza kraju, jednak pozostawał głębokim rezerwowym ekipy, znacznie częściej występując w drugoligowych rezerwach zespołu – Atlético Mexiquense. W jesiennych rozgrywkach Apertura 2008 zdobył z Tolucą swoje premierowe mistrzostwo Meksyku, lecz rozegrał wówczas tylko jedno ligowe spotkanie. Sukces w postaci tytułu mistrzowskiego powtórzył również w wiosennym sezonie Bicentenario 2010, lecz przez pięć lat spędzonych w Toluce jedynie sporadycznie pojawiał się na ligowych boiskach.
Latem 2011 Velasco został wypożyczony do niżej notowanej drużyny San Luis FC z siedzibą w San Luis Potosí. Tam przez pierwsze sześć miesięcy pełnił rolę rezerwowego, lecz później wywalczył sobie pewne miejsce w wyjściowym składzie, 19 stycznia 2013 w przegranym 1:2 meczu z Morelią zdobywając swojego premierowego gola w najwyższej klasie rozgrywkowej. Barwy San Luis reprezentował ogółem przez dwa lata, nie potrafiąc nawiązać do sukcesów odnoszonych w Toluce, a w lipcu 2013, również na zasadzie wypożyczenia, przeniósł się do klubu Chiapas FC z miasta Tuxtla Gutiérrez, który nabył licencję San Luis. Tam spędził z kolei sześć miesięcy, notując zaledwie trzy ligowe spotkania, po czym udał się na wypożyczenie po raz kolejny, tym razem do ekipy Querétaro FC, w której również występował bez większych osiągnięć przez pół roku, będąc głębokim rezerwowym. W lipcu 2014 na zasadzie wypożyczenia zasilił zespół Club América ze stołecznego miasta Meksyk, z którym już w pierwszym sezonie Apertura 2014 zdobył swoje trzecie mistrzostwo Meksyku. W 2015 roku triumfował natomiast z ekipą Gustavo Matosasa w rozgrywkach Ligi Mistrzów CONCACAF, zaś barwy Amériki reprezentował ogółem przez rok, wyłącznie w roli rezerwowego.
| Sezon     | Klub             | Kraj   | Rozgrywki | Mecze | Bramki |
| --------- | ---------------- | ------ | --------- | ----- | ------ |
| 2006/2007 | Deportivo Toluca | Meksyk | Liga MX   | 8     | 0      |
| 2007/2008 | Deportivo Toluca | Meksyk | Liga MX   | 11    | 0      |
| 2008/2009 | Deportivo Toluca | Meksyk | Liga MX   | 1     | 0      |
| 2009/2010 | Deportivo Toluca | Meksyk | Liga MX   | 2     | 0      |
| 2010/2011 | Deportivo Toluca | Meksyk | Liga MX   | 0     | 0      |
| 2011/2012 | San Luis FC      | Meksyk | Liga MX   | 21    | 0      |
| 2012/2013 | San Luis FC      | Meksyk | Liga MX   | 27    | 1      |
| 2013/2014 | Chiapas FC       | Meksyk | Liga MX   | 3     | 0      |
| 2013/2014 | Querétaro FC     | Meksyk | Liga MX   | 5     | 0      |
| 2014/2015 | Club América     | Meksyk | Liga MX   | 11    | 0      |
| 2015/2016 | Deportivo Toluca | Meksyk | Liga MX   | 23    | 0      |
| 2016/2017 | Deportivo Toluca | Meksyk | Liga MX   |       |        |

## Kariera reprezentacyjna
W 2007 roku Velasco został powołany przez szkoleniowca René Isidoro Garcíę do olimpijskiej reprezentacji Meksyku U-23 na Igrzyska Panamerykańskie w Rio de Janeiro. Tam pełnił rolę podstawowego zawodnika swojej kadry narodowej, rozgrywając wszystkie pięć spotkań w wyjściowym składzie i zdobył gola w spotkaniu fazy grupowej z Wenezuelą (2:0). Jego kadra odpadła natomiast w półfinale, gdzie przegrała po serii rzutów karnych z Jamajką (0:0, 4:5 k) i zdobyła ostatecznie brązowy medal w rozgrywkach męskiego turnieju piłkarskiego.